# Порги и Бес (филм)
„Порги и Бес“ (на английски: Porgy and Bess) е американски мюзикъл на режисьора Ото Преминджър от 1959 година, адаптация на едноименната опера от 1935 година на Джордж Гершуин. Тя е създадена по мотиви от новелата на ДюБос Хейуард „Порги“ от 1927 година. През 2011 година е включен в Националния филмов регистър на Библиотеката на конгреса на САЩ.

## Сюжет
Внимание:  Текстът по-долу разкрива сюжета на произведението (или части от него)!
1912 година. Кетфиш Роу е рибарско селище, населявано от тъмнокожи жители в района Чарлстън, Южна Каролина. Сакатият просяк Порги (Сидни Поатие) се придвижва в количка, теглена от козел. Бес (Дороти Дендридж) е наркозависима жена, омъжена за хамалина Кроун (Брок Питърс), местния побойник. Една вечер, под въздействието на кокаина, доставен му от местния наркодилър Спортинг Лайф (Сами Дейвис), Кроун убива Робинс (Джоел Флюелен), след като е загубил игра на зарове от него. По настояване на Бес, той се укрива в планината. Спортинг Лайф предлага на Бес да замине с него в Ню Йорк, но тя отказва. Бес търси убежище при съседите, но никой не желае да я приюти. Накрая тя намира разбиране от сакатия Порги, който и позволява да живее в дома му.
Порги и Бес започват да водят спокоен живот и скоро се влюбват един в друг. Точно преди един църковен празник на близкия остров се появява Спортинг Лайф, който отново ухажва Бес да замине с него. Порги го предупреждава да я остави на мира. Бес желае да остане с Порги, който не може да отиде на тържеството заради своя недъг, но той я увещава да отиде сама. След края на пикника, преди Бес да си тръгне, я пресреща Кроун, който се е крил в горите на острова. Тя се опитва да го отблъсне, но той я изнасилва. Останалите участници в празника, не знаейки какво се е случило, се отправят обратно към континента.
Два дни по-късно Бес се завръща в Кетфиш Роу в състояние на делириум. След като се възстановява, тя си спомня какво се е случило. Изпитвайки чувство на вина, че е предала Порги, тя го моли за прошка. Тя му признава, че не е в състояние да устои на Кроун и желае Порги да я предпази от него. Кроун се появява, за да отведе съпругата си и когато заплашва Порги с нож, последния го удушва. Бес е задържана от полицията за да разпознае тялото на съпруга си. След това, Спортинг Лайф, който я снабдява с наркотици, успява да я убеди, че Порги по невнимание ще разкрие, че той е убил Кроун. Под въздействие на наркозата, Бес се съгласява да замине с него в Ню Йорк. Когато Порги открива, че Бес е заминала, той тръгва да я търси.

## В ролите
| Актьор            | Роля          |
| ----------------- | ------------- |
| Сидни Поатие      | Порги         |
| Дороти Дендридж   | Бес           |
| Сами Дейвис       | Спортинг Лайф |
| Пърл Бейли        | Мария         |
| Брок Питърс       | Кроун         |
| Даян Керъл        | Клара         |
| Рут Атауей        | Серена Робинс |
| Джоел Флюелен     | Робинс        |
| Клод Ейкинс       | детектива     |
| Кларънс Мюс       | Питър         |
| Айвън Диксън      | Джим          |
| Евърдин Уилсън    | Ани           |
| Ърл Джаксън       | Минго         |
| Моузес Ла Мар     | Нелсън        |
| Маргарет Хеърстън | Лили          |

## Награди и номинации

### Награди
- Оскар за най-добра музика в мюзикъл от 1960 година.
- Златен глобус за най-добър мюзикъл от 1960 година.
- Грами за най-добър саундтрак от 1959 година.
- Второ място за наградата Лоуръл за най-добра музикална женска роля на Пърл Бейли от 1960 година.
- Трето място за наградата Лоуръл за най-добър мюзикъл от 1960 година.
- Награда на Националния филмов регистър от 2011 година.

### Номинации
- Номинация за Оскар за най-добър оператор на Леон Шамрой от 1960 година.
- Номинация за Оскар за най-добри костюми на Айрин Шараф от 1960 година.
- Номинация за Оскар за най-добър звук на Гордън Сойър и Фред Хайнс от 1960 година.
- Номинация за Златен глобус за най-добра женска роля в мюзикъл на Дороти Дендридж от 1960 година.
- Номинация за Златен глобус за най-добра мъжка роля в мюзикъл на Сидни Поатие 1960 година.
- Номинация за наградата Лоуръл за най-добра женска роля в мюзикъл на Дороти Дендридж от 1960 година.
- Номинация за наградата Лоуръл за най-добра мъжка роля в мюзикъл на Сами Дейвис от 1960 година.
- Номинация за наградата на Сценаристката гилдия на Америка за най-добър сценарий на мюзикъл на Н.Ричард Неш от 1960 година.[2]